# Río Campanillas
El río Campanillas es un río del sur de la península ibérica perteneciente a la cuenca mediterránea andaluza, que atraviesa los términos municipales de Villanueva de la Concepción, Almogía y Málaga, en España. Tiene una longitud de 45 km y una cuenca de 289 km². 

## Curso
Nace en el entorno de Fuente del Robledo, en la Sierra de las Cabras, situada junto a El Torcal, y desemboca en el tramo del  Guadalhorce que transcurre por la Hoya de Málaga, en el distrito de Campanillas. En su recorrido se distinguen dos tramos, uno montañoso y agreste al norte, y otro de tierras llanas que forman el llamado valle del río Campanillas, dedicado a la agricultura de regadío para la producción de cítricos y otros cultivos. 
El río Campanillas destaca por la amplitud de su cauce, que sugiere que funcionaba como desagüe natural de toda la cuenca comprendida entre la  sierra del Torcal de Antequera y los Montes de Málaga. Esta cuenca superior fue captada en periodo geológico reciente por el río  Guadalmedina.

## Obras hidráulicas
El caudal del río Campanillas está regulado por el embalse de Casasola. Este tiene una capacidad de 23,45 hm³ y una superficie de 112 ha y afecta a 6 km del cauce. Además, en la cuenca del Campanillas existe otro embalse menor regulado por compuertas, el embalse del Tomillar, sobre el arroyo Pilones, afluente del Campanillas por la margen derecha, con una capacidad de 2,92 hm³. 
Estos embalses ayudan a reducir las inundaciones de distrito de Campanillas y todo el tramo final del Guadalhorce, que tienen un amplio historial de desbordamientos.

## Curiosidades
En la ribera del río Campanillas, cerca ya de su desembocadura, se localiza el Cortijo Jurado.